# 小池勇二郎
小池 勇二郎（こいけ ゆうじろう、1908年〈明治41年〉5月20日 - 1977年〈昭和52年〉12月7日）は、日本の通信技術者、通信工学者、電気工学者、電子工学者。工学博士。松下電器産業東京研究所所長、松下電器産業中央研究所所長、株式会社松下電器東京研究所取締役社長、松下技研株式会社取締役社長。東北大学名誉教授、テレビジョン学会名誉会員。

## 略歴
新潟県中蒲原郡茨曽根村茨曽根（現 新潟市南区茨曽根）出身。1925年（大正14年）3月に新潟中学校を4年で修了（四修）、1928年（昭和3年）3月に新潟高等学校を卒業、1931年（昭和6年）3月に東北帝国大学工学部電気工学科を卒業した。
1931年（昭和6年）5月に日本放送協会に入局、日本放送協会仙台放送局に配属、日本放送協会本部技術局に異動、送信用の大出力真空管を開発、日本放送協会東京大電力放送所を設計、π型回路の簡易な設計法を発表した。
1941年（昭和16年）3月に東北帝国大学工学部助教授に就任、1942年（昭和17年）2月に日本陸軍がシンガポールを占領した際に入手した、イギリス軍の対空射撃レーダーに関する書類『ニューマン・ノート』を日本語に翻訳した。
1944年（昭和19年）に陸軍技術研究所のレーダー開発において、陸軍技術少佐の岡本正彦、日本ビクター技師の黒岩寛、東北帝国大学教授の抜山平一と宇田新太郎たちと協力、レーダーの送信機の基本設計を担当した。
1944年（昭和19年）4月に東北帝国大学電気通信研究所教授に就任、東北大学電気通信研究所助教授の西澤潤一に「大学の外に半導体研究拠点を設立して、ノーベル賞を取れるような研究をしろ」と半導体研究所の設立を命令した。
1954年（昭和29年）にアメリカのスタンフォード大学に客員教授として招聘され、スタンフォード研究所を視察、東北大学に電子工学科を創設することを決意し、1958年（昭和33年）4月に東北大学に電子工学科を設置した。
1962年（昭和37年）4月に松下電器産業取締役社長の松下幸之助の懇望により松下電器産業東京研究所所長に就任、名古屋大学工学部電子工学科講師の赤﨑勇を松下電器産業東京研究所研究室室長として招聘した。
1963年（昭和38年）1月に株式会社松下電器東京研究所取締役社長に就任、1965年（昭和40年）12月に松下電器産業中央研究所所長に就任、1971年（昭和46年）2月に松下技研株式会社取締役社長に就任した。
1977年（昭和52年）12月7日午後3時40分に東京都町田市玉川学園の自宅で心臓衰弱のため死去した。69歳没。

## 年譜
- 1921年（大正10年）04月 - 新潟中学校入学
- 1925年（大正14年）04月 - 新潟高等学校入学
- 1928年（昭和03年）04月 - 東北帝国大学工学部電気工学科入学
- 1931年（昭和06年）07月 - 日本放送協会技手
- 1938年（昭和13年）12月 - 日本放送協会技師[19]
- 1941年（昭和16年）03月 - 東北帝国大学工学部助教授
- 1944年（昭和19年）04月 - 東北帝国大学電気通信研究所教授
- 1945年（昭和20年）04月 - 東北帝国大学工学部通信工学第四講座担任
- 1949年（昭和24年）10月 - 電波庁電波技術審議会専門委員
- 1953年（昭和28年）04月 - 東北大学工学部教授・東北大学大学院工学研究科二年課程担当
- 1955年（昭和30年）03月 - 工学博士（東北大学）
- 1957年（昭和32年）12月 - 大学設置審議会臨時委員
- 1958年（昭和33年）04月 - 東北大学工学部電子工学講座担任
- 1959年（昭和34年）04月 - 東北大学工学部電子工学第一講座担任
- 1962年（昭和37年）04月 - 松下電器産業東京研究所所長
- 1962年（昭和37年）07月 - 東北大学名誉教授
- 1963年（昭和38年）01月 - 株式会社松下電器東京研究所取締役社長
- 1965年（昭和40年）12月 - 松下電器産業中央研究所所長 - 1971年（昭和46年）1月
- 1966年（昭和41年）01月 - 松下電器産業取締役[20]
- 1968年（昭和43年）12月 - 松下電器産業常務取締役
- 1971年（昭和46年）01月 - 松下電器産業取締役
- 1971年（昭和46年）02月 - 松下技研株式会社取締役社長[21] - 1977年（昭和52年）12月7日

## 業績
- 電子管工学の研究に従事し、大出力送信管の設計手法を完成させた[22]。

- 松下幸之助、松下正治、中尾哲二郎[注 14]、城阪俊吉[注 15]たちとともに松下電器産業の技術の柱となり、松下電器産業の技術開発研究の将来のあり方に示唆を与え、若々しいエネルギーをつぎ込んだ[23][注 16][注 17]。

## 栄典・表彰
- 1941年（昭和16年）03月22日 - 日本放送協会会長賞[25]
- 1957年（昭和32年）10月01日 - 第9回（昭和32年度）毎日学術奨励金「インパルス・レスナトロンの試作研究」[26]
- 1971年（昭和46年）05月22日 - 第11回（昭和45年度）テレビジョン学会丹羽高柳賞（功績部門）「テレビジョン放送技術の向上」[27]
- 1975年（昭和50年）10月29日 - 紫綬褒章「多年電子管工学の研究に努めよく大出力送信管の設計手法を完成」[22]
- 1976年（昭和51年）03月22日 - 第27回（昭和50年度）日本放送協会放送文化賞「中波大電力放送機と超短波送信管の設計理論の研究に成果を収めて放送技術の発展に貢献」[28]
- 1977年（昭和52年）12月07日 - 正四位[29]・勲三等旭日中綬章[30]

## 家族・親戚
- 小池文哉 - 父、茨曽根尋常高等小学校訓導・第8代校長、茨曽根村村会議員・第7代村長。
- 杉本磐根 - 弟、耳鼻咽喉科医、杉本耳鼻咽喉科医院（在 新潟県加茂市）院長。
- 小池節郎 - 弟、陸軍大尉[注 18]。1940年（昭和15年）12月28日に試験飛行のため搭乗した三菱MC-20型旅客機「妙高」号が東京湾に墜落して殉職。
- 小池卓郎 - 長男、電子工学者、玉川大学教授。
- 小池克郎 - 次男、分子生物学者、北里大学教授。
- 西村敏男 - 甥（妻の姉の次男）、数学者、筑波大学名誉教授。
- 松木弘 - 杉本磐根の養父の四女の夫の父、弁護士、衆議院議員。

## 著作物

### 著書
- 『電子管電極構造論』学術文献普及会、1951年。
- 『電気通信工学実験』安達三郎・鹿野哲生・上領香三・佐藤利三郎・柴山乾夫・清水洋・永井淳・西田茂穂・松尾正之・松本伍良・虫明康人[共著]、電気通信学会[編]、コロナ社〈電気通信学会大学講座 35〉、1964年。

#### 遺稿
- 『漠空 小池勇二郎先生遺稿集』二條弼基[題字]、漠空会、1978年。

### 訳書
- 『応用電子工学』サミュエル・シーリー[著]、無線従事者教育協会、1957年。
- 『電子裝置の基礎』カール・スパンゲンバーグ[著]、宮地杭一[共訳]、近代科学社、1960年。

### 監修書
- 『固体物性論概説』吉田重知[著]、近代科学社〈東北大学基礎電子工学入門講座 第1巻〉、1959年。
- 『光電装置』和田正信[著]、近代科学社〈東北大学基礎電子工学入門講座 第13巻〉、1959年。
- 『気体放電 気体電子工学の基礎として』八田吉典[著]、近代科学社〈東北大学基礎電子工学入門講座 第4巻〉、1960年。
- 『真空管』和田正信[著]、近代科学社〈東北大学基礎電子工学入門講座 第8巻〉、1960年。
- 『自動制御理論』福島弘毅[著]、近代科学社〈東北大学基礎電子工学入門講座 第15巻〉、1960年。
- 『量子力学統計力学序説』本多波雄・桂重俊[著]、近代科学社〈東北大学基礎電子工学入門講座 第2巻〉、1960年。
- 『半導体装置』西澤潤一[著]、近代科学社〈東北大学基礎電子工学入門講座 第12巻〉、1961年。
- 『演算電子回路学』松尾正之[著]、近代科学社〈東北大学基礎電子工学入門講座 第14巻〉、1961年。
- 『放電管』八田吉典[著]、近代科学社〈東北大学基礎電子工学入門講座 第9巻〉、1962年。
- 『半導体材料学』西澤潤一・宮本信雄[著]、近代科学社〈東北大学基礎電子工学入門講座 第7巻〉、1968年。
- 『制御電子工学』菊地正・山田蓁[著]、近代科学社〈東北大学基礎電子工学入門講座 第16巻〉、1969年。
- 『電子工学基礎論』和田正信[著]、近代科学社〈東北大学基礎電子工学入門講座 第3巻〉、1971年。

### 論文
- CiNii収録論文 - CiNii